# Paraleleupidia
Paraleleupidia is een geslacht van kevers uit de familie van de loopkevers (Carabidae). De wetenschappelijke naam van het geslacht is voor het eerst geldig gepubliceerd in 1951 door Basilewsky.

## Soorten
Het geslacht Paraleleupidia omvat de volgende soorten:
- Paraleleupidia acutangula Basilewsky & Mateu, 1977
- Paraleleupidia besucheti Mateu, 1981
- Paraleleupidia bueana Basilewsky & Mateu, 1977
- Paraleleupidia bunyakira Basilewsky, 1955
- Paraleleupidia bururiana Basilewsky, 1953
- Paraleleupidia camerunensis Basilewsky & Mateu, 1977
- Paraleleupidia castanea Basilewsky & Mateu, 1977
- Paraleleupidia celisi Basilewsky, 1964
- Paraleleupidia cribrata (Basilewsky, 1951)
- Paraleleupidia decellei Basilewsky, 1962
- Paraleleupidia exarata Basilewsky, 1960
- Paraleleupidia franzi Basilewsky, 1964
- Paraleleupidia joannae Basilewsky, 1962
- Paraleleupidia laticollis Basilewsky, 1953
- Paraleleupidia linearis Baehr, 1990
- Paraleleupidia loebli Mateu, 1981
- Paraleleupidia mirei Basilewsky & Mateu, 1977
- Paraleleupidia montana Basilewsky & Mateu, 1977
- Paraleleupidia nimbana (Basilewsky, 1953)
- Paraleleupidia nyakagerana Basilewsky, 1956
- Paraleleupidia penalis Basilewsky & Mateu, 1977
- Paraleleupidia prominens Basilewsky, 1956
- Paraleleupidia ruwenzorica Basilewsky, 1964
- Paraleleupidia spinicollis Basilewsky, 1953
- Paraleleupidia sylvicola Basilewsky & Mateu, 1977
- Paraleleupidia uluguruana Basilewsky, 1962
- Paraleleupidia uvirana Basilewsky, 1962